# Planting-Gyllenbåga
Planting-Gyllenbåga var en svensk adelsätt, introducerad 1640, som utslocknade på svärdssidan i oktober 1966.

## Personer med efternamnet Planting-Gyllenbåga
- Erik Planting-Gyllenbåga, militär
- Georg Planting-Gyllenbåga, militär
- Gerda Planting-Gyllenbåga, politiker och rösträttskämpe
- Vilhelm Mauritz Planting-Gyllenbåga, militär
- Erik Planting-Gyllenbåga, jurist och ämbetsman